# Високий Хутір
Висо́кий Ху́тір (також 483 км) — пасажирський залізничний зупинний пункт Рівненської дирекції Львівської залізниці.
Розташований неподалік від села Високе, Любомльський район, Волинської області на лінії Ковель — Ягодин між станціями Мацеїв (4 км) та Любомль (19 км).
Станом на лютий 2019 року щодня три пари дизель-потягів прямують за напрямком Ковель-Пасажирський — Ягодин.